# Bagnica, Tỉnh West Pomeranian
Bagnica [baɡˈnit͡sa] (tiếng Đức: Pagelsland)  là một khu định cư ở khu hành chính của Gmina Polanów, thuộc quận Koszalin, West Pomeranian Voivodeship, ở phía tây bắc Ba Lan.